# Ivar Ivask
Ivar Ivask (* 17. Dezember 1927 in Riga; † 23. September 1992 in Fountainstown bei Cork / Irland) war ein estnischer Lyriker und Literaturwissenschaftler.

## Frühe Jahre
Ivar Ivask wurde in Riga als Sohn eines estnischen Vaters und einer lettischen Mutter geboren. In der Familie sprach man miteinander Deutsch. 1944 floh er vor der sowjetischen Besetzung Lettlands ins Exil nach Deutschland. Am estnischen Gymnasium in Wiesbaden legte Ivask sein Abitur ab. Er studierte zunächst Germanistik an der Universität Marburg und ab 1949 in Minnesota in den USA.